# 藍井優太
藍井 優太（あおい ゆうた、1987年-)は、日本のAV男優。別名義は、辻 恵一。巨根イケメン男優として高い評価を得ている。

## 人物
- 童貞のまま汁男優の世界に飛び込んだ[1]。
- 細身で体毛も全体的に薄め。胸毛もギャランドゥも生えていない。
- うぶっぽさが魅力で、童貞役の出演が多い。

## 出演作品

### アダルトDVD
- 美咲みゆファン感謝祭ぶっかけ（IDEA POCKET、2010年12月1日）
- 羞恥！青少年発育測定 III（サディスティックヴィレッジ、2011年1月20日）
- 本気で嫌がり逃げ惑う男と死に物狂いで男を犯すオンナ20人（SODクリエイト、2011年9月22日）
- 朝まで飲酒SEX　神谷まゆ（h.m.p、2013年8月2日）
- GET Style-8 ～現役AV男優大集合！Version 3～（GET-film、2013年10月13日）
- GOSSIP BOYS シリーズ（eS、2014年）
- H過ぎる妹と童貞の僕が一つ屋根の下で近親相姦　青島かえで（ヌキ族、2016年2月15日）
- パラレルキス（GIRL'S CH、2016年8月18日）
- デリヘルでやってきたのは近所のドS妻。 弱みを握って性奴●にしようとしたら返り討ち　根尾あかり（溜池ゴロー、2020年8月13日）

他多数

### ネット配信
H0230.com
- 辻 恵一 Keiichi  Tsuji  (配信終了)[2]

HEYZO
- 続々生中～スペルマ連続注入でギャルを汚す～相澤ひなた
- 競泳水着にローションでベトベトSEX -  川西ゆき
- 上野真奈美 清純彼女は淫乱痴女！？
- 性悪ギャルに卑猥なお仕置き～ナメたギャル・ひなたに舐めさせる～

1Pondo
- 芹沢ひとみ 巨乳娘にガチ仕掛け
- 同級性〜セフレとの再会に人妻大興奮アクメ〜
- お前のカミさんやらせろ 美智子小夜曲
- モデルコレクション 双葉みお

#### DUGA
- オトコノオナニー

#### GIRL'S CH
- TOKYO 25時 ～深夜盗撮～ #2 実家でこっそり声を押し殺してセックス（前編：2015年4月4日、後編：2015年4月11日）
- パラレルキス ～中川草太～[3]（2015年8月1日）
- いけない欲望 #3 はじめての夜（2016年3月25日）
- 癒し系男子のご奉仕エッチでイきまくる  絶倫AV男優（セックスマスター）あおいゆうたとふたりっきりのラブラブエッチ

## イベント
- しQちゃん単独イベント ～愛するお前らへ～[4]（2014年11月15日）